# Joseph Anton Franz Maria Forsboom
Joseph Anton Franz Maria Forsboom(-Goldner) (* 9. April 1794 in Frankfurt am Main; † 12. Januar 1839 ebenda) war ein Kaufmann und Politiker der Freien Stadt Frankfurt.

## Leben
Forsboom heiratete Antoinette Maria Friederike Ernestine von Goldner (* 16. Januar 1795 in Offenbach am Main; † 12. Juni 1816), die Tochter des Wolfgang von Goldner und nannte sich später zur Unterscheidung von Namensvettern Forsboom-Goldner. Aus der Ehe ging der Sohn Joseph Anton Wolfgang Forsboom(-Bolongaro) hervor.
Forsboom war Kaufmann in Frankfurt am Main. Er war Teilhaber der Firma Franz Forsboom, die Schnupf- und Rauchtabak herstellte. Von 1835 bis 1838 war er Mitglied der Frankfurter Handelskammer. Von 1822 bis 1826 war er Vorstandsmitglied der katholischen Kirchengemeinde, seit 1827 Mitglied des Frankfurter Vereins für Geschichte und Kunst, 1828 Mitbegründer des ersten Kunstvereins, 1829 bis 1839 Administrator der Dr. Senckenbergischen Stiftung und 1836/37 in der Direktion des Stadttheaters.
Er gehörte von 1832 bis 1839 dem Gesetzgebenden Körper an. Von 1837 bis 1839 war er auch Mitglied der Ständigen Bürgerrepräsentation der Freien Stadt Frankfurt.